# Tipula catalinensis
Tipula catalinensis är en tvåvingeart som beskrevs av Alexander 1950. Tipula catalinensis ingår i släktet Tipula och familjen storharkrankar. Inga underarter finns listade i Catalogue of Life.